# Joider Micolta
Joider Micolta (El Charco (Nariño), Colombia; 13 de julio de 2002) es un futbolista colombiano que juega como extremo en La Equidad de la Categoría Primera A de Colombia.

## Trayectoria
Se formó en las Categorías de Formación del América de Cali. En 2022 hizo parte del primer equipo donde disputó 20 partidos. Debutó bajo la dirección técnica de Juan Carlos Osorio el 27 de enero de 2022 en la igualdad 1-1 ante Deportivo Pereira.
En 2023 fue cedido al Cúcuta Deportivo donde fue llamado en un par de ocasiones a microciclo con la Selección Colombia Sub-23. Con el equipo rojinegro, disputó 28 partidos por Liga y ocho por Copa Colombia. Marcó seis goles.
En 2024, llegó en condición de préstamo al Atlético Bucaramanga donde disputó 35 partidos y anotó 4 goles.

## Clubes
| Club                 | País     | Año           |
| -------------------- | -------- | ------------- |
| América de Cali      | Colombia | 2022-presente |
| Cúcuta Deportivo     | Colombia | 2023          |
| Atlético Bucaramanga | Colombia | 2024          |
| La Equidad           | Colombia | 2025          |

## Palmarés

### Títulos nacionales
| Título          | Club                 | País     | Año  |
| --------------- | -------------------- | -------- | ---- |
| Torneo Apertura | Atlético Bucaramanga | Colombia | 2024 |